# Portada/article agost 15

## Grand Palais
El Grand Palais des Beaux-Arts, també anomenat a Grand Palais des Champs-Elysées i popularment conegut com a Grand Palais, és un edifici singular de la ciutat de París, situat als Camps Elisis, en el 8è arrondissement, que conforma un entorn monumental de forma conjunta amb el Petit Palais i el pont Alexandre III.
El Grand Palais va començar a construir-se el 1897 per allotjar l'Exposició Universal de 1900. Destaca per l'estil eclèctic de la seva arquitectura, denominat estil Beaux-Arts, que fou característic de l'Escola de Belles Arts de París. L'edifici reflecteix el gust per la rica decoració i ornamentació a les seves façanes en pedra, el formalisme de la seva planta i realitzacions fins aleshores noves com el gran envidriament de la seva coberta, la seva estructura de ferro i acer, i l'ús del formigó armat.